# Sư đoàn đổ bộ đường không 106
Sư đoàn đổ bộ đường không Cận vệ 106 "Tula" Huân chương Cờ Đỏ Huân chương Kutozov (tiếng Nga: 1106-я гвардейская воздушно-десантная Тульская Краснознамённая, ордена Кутузова дивизия), hay gọi tắt là Sư đoàn Nhảy dù Cận vệ 106 hoặc Sư đoàn dù Tula là một trong bốn sư đoàn của Lực lượng Đổ bộ đường không Nga (VDV). Sư đoàn bộ đóng ở thành phố Tula. Về mặt hành chính, sư đoàn này trực thuộc Quân khu Moskva.

## Lịch sử thành lập và chiến đấu
Vào ngày 11 tháng 6 năm 1943, các Lữ đoàn Dù Cận vệ số 7 và 17 được thành lập tại Quân khu Moskva. Ngày 15 tháng 1 năm 1944, theo lệnh số 00100 của Tư lệnh Lực lượng Dù ngày 26 tháng 12 năm 1943 tại thành phố Stupino, Tỉnh Moskva, trên cơ sở các lữ đoàn dù độc lập 4, 7 và 17 (các lữ đoàn đóng tại Vostrykovo, Vnukovo, Stupino), Sư đoàn Dù Cận vệ 16 được thành lập. Sư đoàn có lực lượng 12.000 người.
Vào tháng 8 năm 1944, Sư đoàn Dù Cận vệ 16 được tái triển khai đến Starye Dorogi, tỉnh Mogilev, và vào ngày 9 tháng 8 năm 1944, trở thành một phần của Quân đoàn Dù Cận vệ 38 mới thành lập.
Theo lệnh số 0047 ngày 18 tháng 12 năm 1944 của Bộ Tổng tư lệnh tối cao, Sư đoàn Dù Cận vệ 16 được tổ chức lại thành Sư đoàn Súng trường Cận vệ 106 thuộc Quân đoàn súng trường cận vệ 38. Lữ đoàn dù cận vệ 4 được tổ chức lại thành Trung đoàn súng trường cận vệ 347, Lữ đoàn dù cận vệ 7 thành Trung đoàn súng trường cận vệ 351, và Lữ đoàn dù cận vệ 17 thành Trung đoàn súng trường cận vệ 355.
Sư đoàn đã tham gia chiến đấu ở Hungary, Áo, Tiệp Khắc. Nhờ các quân công trên chiến trường, Sư đoàn được tặng Huân chương Kutuzov hạng nhì, huy chương “Vì đã chiếm được Vienna”, Huân chương Cờ đỏ.
Ngày 7 tháng 6 năm 1946, Sư đoàn Súng trường Cận vệ 106 được chuyển đổi trở lại thành một sư đoàn nhảy dù với tên gọi như hiện nay.
Tháng 8 năm 1993, Trung đoàn Dù 331 chuyển sang biên chế của Sư đoàn Đổ bộ đường không 98, trong khi đó Trung đoàn Dù 198 từ Sư đoàn Đổ bộ đường không 7 chuyển về Sư đoàn 106.
Trong Chiến tranh Chechnya lần thứ nhất, các tiểu đoàn của Sư đoàn 106 được phối thuộc vào cánh quân Tây và chiến đấu trận đầu tiên trong Trận Grozny với nhiệm vụ chiếm ga tàu hòa - một nhiệm vụ rất khó khăn. Tháng 3 năm 1995, các đơn vị của Sư đoàn 106 được điều đi phối thuộc vào cánh quân Bắc và chiến đấu quanh Argun cho đến tận tháng 5 năm 1995 thì rút lui.
Trong Chiến tranh Chechnya lần thứ hai, trung đoàn 51 và trung đoàn 119 của Sư đoàn 106 tiếp tục tham chiến.
Năm 2001, sau Sự kiện 11 tháng 9, quân nhân của Sư đoàn được phái đến Kabul để sơ tán sứ quán Liên bang Nga.
Tháng 8 năm 2014, trung đoàn 137 của Sư đoàn 106 được cho là đã tham chiến trong Chiến tranh Donbas.
Khi Nga xâm lược Ukraina năm 2022, Sư đoàn 106 đã tham chiến nhưng đến cuối tháng 3 năm 2022 thì rút lui qua ngả Belarus. Cả trung đoàn 51 và trung đoàn 137 đã tham gia Trận Bakhmut.
Tháng 8 năm 2024, Trung đoàn 51 đang chiến đấu ở Siversk được điều động về Kursk để tham gia lực lượng Nga chống lại cuộc Ukraina xâm lược Nga.

## Biên chế
Sư đoàn 106 hiện tại bao gồm các đơn vị thành phần sau:
- Trung đoàn dù Cận vệ 51, Huân chương Cờ Đỏ, Huân chương Suvorov;
- Trung đoàn dù Cận vệ 119, Huân chương Alexander Nevsky [4];
- Trung đoàn dù Cận vệ 137 "Cossack Kuban", Huân chương Sao Đỏ (có 62 xe BMD-4M);
- Trung đoàn pháo binh Cận vệ 1182, Huân chương Suvorov, Huân chương Kutuzov, Huân chương Bogdan Khmelnitsky, Huân chương Alexander Nevsky;
- Trung đoàn tên lửa phòng không Cận vệ 1;
- Đại đội tăng N-I;
- Tiểu đoàn trinh sát Cận vệ 173;
- Tiểu đoàn công binh Cận vệ 388;
- Tiểu đoàn thông tin Cận vệ 731;
- Tiểu đoàn hậu cần 1060;
- Đại đội tác chiến điện tử;
- Đại đội UAV;
- Đại đội hỗ trợ dù 970;
- Đơn vị quân y cơ động 39;
- Trạm thư tín 1883.